# Folke Bohlin
Folke Ivar Reinhold Bohlin (ur. 20 marca 1906 w Göteborgu, zm. 12 czerwca 1972 tamże), szwedzki żeglarz sportowy. Dwukrotny medalista olimpijski.
Brał udział w dwóch igrzyskach (IO 48, IO 56), na obu zdobywał medale w klasie Dragon. W Londynie Szwedzi zajęli drugie miejsce, osiem lat później triumfowali. Pełnił funkcję sternika. W 1956 załogę tworzyli również Bengt Palmquist i Leif Wikström.